# Berkeley, Gloucestershire
Berkeley är en stad och en civil parish i Stroud i Gloucestershire i England. Orten har 2 034 invånare (2011). Staden nämndes i Domedagsboken (Domesday Book) år 1086, och kallades då Berchelai.